# Aston Martin Bulldog
Aston Martin Bulldog – prototyp sportowego samochodu osobowego stworzony przez brytyjską firmę Aston Martin w roku 1979. Wyposażony został w 2-drzwiowe nadwozie typu coupé. Do napędu użyto silnika V8 o pojemności 5,3 litra. Moc przenoszona była na oś tylną poprzez 5-biegową manualną skrzynię biegów. Pierwotnie miało powstać 12 egzemplarzy finalnie z linni produkcyjnej zjechał tylko jeden egzemplarz modelu.

## Dane techniczne

### Silnik
- V8 5,3 l (5341 cm³), 2 zawory na cylinder, DOHC, 2 x turbo
- Układ zasilania: mechaniczny wtrysk Bosch
- Średnica cylindra × skok tłoka: 100,00 mm × 85,00 mm
- Stopień sprężania: 7,5:1
- Moc maksymalna: 608 KM (447 kW) przy 6200 obr./min
- Maksymalny moment obrotowy: 678 N•m przy 5000 obr./min
- Maksymalna prędkość obrotowa silnika: 7000 obr./min

### Osiągi
- Przyspieszenie 0-80 km/h: 4,2 s
- Przyspieszenie 0-100 km/h: 5,1 s
- Prędkość maksymalna: 307 km/h